# Горан Николић
Горан Николић (Никшић, 1. јул 1976) је бивши црногорски кошаркаш. Играо је на позицијама крилног центра и центра.

## Каријера
Након играња за Ибон из Никшића, Николић долази 1997. године у ФМП. Ту остаје шест сезона и постаје један од најбољих центара ЈУБА лиге. У јулу 2003. одлази у Ефес Пилсен. Ту је наставио са добрим партијама и за две сезоне је освојио две титуле турског првака. Након тога је играо за Кијев, Естудијантес, Албу, Паниониос, АЕЛ Лимасол а каријеру је завршио 2010. у турском Мерсину.
Са младом репрезентацијом СР Југославије освојио је бронзану медаљу на Медитеранским играма 1997. године у Барију. За сениорску репрезентацију Србије и Црне Горе је једини пут наступао на Светском првенству 2006. у Јапану. Био је и члан репрезентације Црне Горе за коју је наступао током лета 2008. године.

## Успеси

### Клупски
- ФМП:
  - Куп Радивоја Кораћа (1) : 2003.
- Ефес Пилсен:
  - Првенство Турске (2): 2003/04, 2004/05.
- АЛБА Берлин:
  - Првенство Немачке (1): 2007/08.
- АЕЛ Лимасол:
  - Куп Кипра (1): 2009.

### Појединачни
- Учесник Ол-стар утакмице Првенства СРЈ (1): 2000/01.
- Учесник Ол-стар утакмице Првенства Турске (1): 2004/05.

### Репрезентативни
- Медитеранске игре:  1997.